# Массімо Ардінгі
Массімо Ардінгі (італ. Massimo Ardinghi; нар. 6 березня 1971) — колишній італійський тенісист.
Найвищу одиночну позицію світового рейтингу — 194 місце досяг 6 липня 1992, парну — 111 місце — 28 вересня 1998 року.
Найвищим досягненням на турнірах Великого шолома було 2 коло в парному розряді.

## Фінали Туру ATP за кар'єру

### Парний розряд (2 поразки)
| Результат | В-П | Дата     | Турнір              | Покриття | Партнер             | Суперники                      | Рахунок       |
| --------- | --- | -------- | ------------------- | -------- | ------------------- | ------------------------------ | ------------- |
| Поразка   | 0–1 | Чер 1991 | Генуя, Італія       | Ґрунт    | Массімо Боскатто    | Маркос Горріс Альфонсо Мора    | 7–5, 5–7, 3–6 |
| Поразка   | 0–2 | Бер 1999 | Касабланка, Марокко | Ґрунт    | Вінченцо Сантопадре | Фернандо Мелігені Жайме Онсінс | 2–6, 3–6      |